# Christopher Koch (Wirtschaftswissenschaftler)
Christopher Koch (* 1980 in Mannheim) ist ein deutscher Wirtschaftswissenschaftler.

## Leben
Nach dem Studium der Betriebswirtschaftslehre an der Universität Mannheim (2000–2003) war er wissenschaftlicher Mitarbeiter und akademischer Rat am Lehrstuhl für ABWL und Wirtschaftsprüfung der Universität Mannheim bei Jens Wüstemann. Nach der Promotion (2008) und der Habilitation (2013) ebenda ist er seit April 2013 Inhaber des Lehrstuhls für Corporate Governance und Wirtschaftsprüfung an der Johannes Gutenberg-Universität Mainz. Daneben lehrt er an der Mannheim Business School.
Christopher Koch ist seit 2020 Associate Editor der Zeitschrift European Accounting Review. Zuvor war er Editor bei der Zeitschrift Behavioral Research in Accounting. Er ist Mitglied des wissenschaftlichen Beirats des European Auditing Research Networks (EARNet). Er engagiert sich im Arbeitskreis Corporate Governance Reporting der Schmalenbach-Gesellschaft.

## Schriften (Auswahl)
- Corporate Governance case by case. Frankfurt am Main 2022, ISBN 978-3-8005-1812-8.
- mit Jens Wüstemann: Wirtschaftsprüfung case by case. Lösungen nach HGB mit Hinweisen auf ISA und US-GAAS. Frankfurt am Main 2017, ISBN 978-3-8005-5048-7.